# Bałgazyn
Bałgazyn (ros. Балгазын) – wieś w Rosji, w Tuwie, w kożuunie tandińskim. W 2010 liczyła 3096 mieszkańców.